# تحويلة قلبية

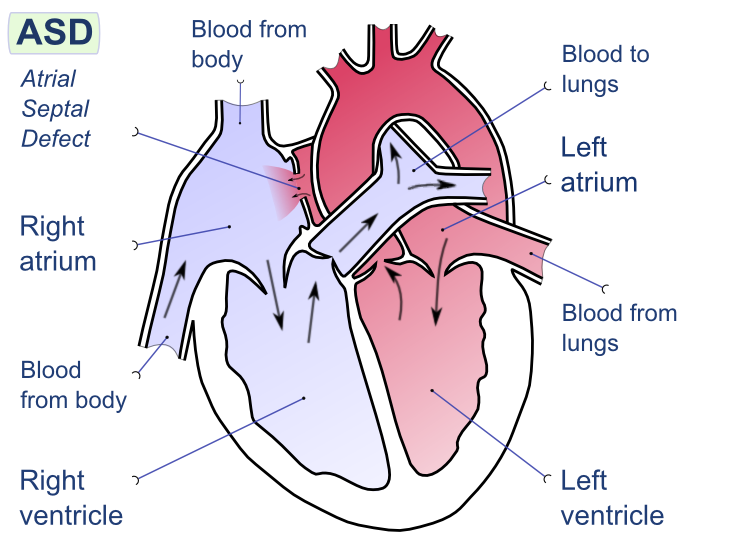
عيب الحاجز الأذيني مع تحويلة قلبية من اليسار إلى اليمين.

تحويلة قلبية (بالإنجليزية: cardiac shunt)‏ هي نمط لتدفق الدم في القلب ينحرف عن مسار الدورة الدموية العادية لجهاز الدوران.
ويمكن وصف التحويلة بأنها تحويلة من اليمين إلى اليسار، أو تحويلة من اليسار إلى اليمين، أو تحويلة ثنائية الاتجاه، أو تحويلة مجموعية إلى رئوية، أو تحويلة رئوية إلى مجموعية.
ويمكن التحكم في اتجاه سريان الدم عن طريق ضغط القلب الأيسر أو الأيمن أو كليهما معاُ، وعن طريق صمام القلب الطبيعي أو صمام صناعي أو كليهما.
وجود التحويلة القلبية قد يؤثّر على ضغط القلب الأيسر أو الأيمن أو كليهما معاُ، إما بالإفادة أو بالضرر.

## مصطلحات
جائت تسمية الجانبين «الأيسر» و«الأيمن» للقلب من نظرة ظهرية (dorsal)، أي النظر إلى القلب من الخلف، أو من وجهة نظر الشخص صاحب القلب نفسه. هناك أربع غرف في القلب: الأذين (في الجزء العلوي) والبطين (في الجزء السفلي) على كلا الجانبين: الأيسر والأيمن.
في الثدييات والطيور، يذهب الدم إلى الجانب الأيمن من القلب أولاً. يدخل الدم من الأذين الأيمن العلوي، ويتم ضخه لأسفل إلى البطين الأيمن ومنه إلى الرئتين عبر الشريان الرئوي. ويسمى الدم الذاهب إلى الرئتين بالدورة الدموية الصغرى.
عندما يعود الدم إلى القلب من الرئتين عن طريق الوريد الرئوي، فإنه يذهب إلى الجانب الأيسر من القلب، ويدخله عن طريق الأذين الأيسر العلوي. ثم يتم ضخ الدم إلى البطين الأيسر السفلي، حيث يتم ضخ الدم مرة أخرى من القلب إلى الجسم عن طريق الشريان الأبهر (الأورطي). وهذا ما يسمى جهاز الدوران (بالإنجليزية:  systemic circulation)‏. تحدث تحويلة القلب عندما يتبع الدم مساراً ينحرف عن مسار جهاز الدوران، الذي هو: 
1. من الجسم إلى الأذين الأيمن.
2. نزولاً إلى البطين الأيمن.
3. ثم إلى الرئتين.
4. ومن الرئتين إلى الأذين الأيسر.
5. ثم نزولاً إلى البطين الأيسر.
6. ثم من القلب إلى جهاز الدورة الدموية.

تحويلة القلب من اليسار إلى اليمين هي أن يذهب الدم من الجانب الأيسر من القلب إلى الجانب الأيمن. يمكن أن يحدث هذا إما من خلال ثقب في البطين أو في الحاجز الأذيني الذي يقسم القلب إلي يمين ويسار، أو من خلال ثقب في جدران الشرايين الخارجة من القلب والتي تُسمّى: الأوعية الدموية الكبرى. تحدث تحويلة القلب من اليسار إلى اليمين عندما يعلو ضغط الدم الانقباضي في القلب الأيسر ويصبح أعلى منه في القلب الأيمن، والتي هي حالة طبيعية بالنسبة طيور والثدييات.

## التحويلات الخِلقية في البشر
أمراض القلب الخلقية (CHDs) الأكثر شيوعا والتي تتسبب في حدوث تحويلة هي عيوب الحاجز الأذيني (ASD)، استدامة الثقب البيضاوي القلبي (PFO)، عيب الحاجز البطيني (VSD)، والقناة الشريانية المفتوحة (PDA). قد تكون هذه العيوب بدون الأعراض إذا كانت في منعزلة، أو أنها قد تتسبب في ظهور أعراض تتراوح بين معتدلة وحادة، والتي يمكن أن يكون إما مرض حاد أو قد يحدث تأخير في ظهور المرض. ومع ذلك، فغالبا ما تكون تلك التحويلات موجودة مع وجود غيرها من العيوب. في هذه الحالات، فإنها قد تكون أيضا بدون الأعراض، أو معتدلة أو شديدة، حادة أو آجلة (تظهر لاحقاً)، ولكنها قد تعمل أيضا لمواجهة الأعراض السلبية الناجمة عن عيب آخر كما هو الحال مثلا مع تبدل الشرايين الكبرى اليميني (بالإنجليزية: dextro-Transposition of the great arteries)‏.

## التحويلات المكتسبة في البشر

### بيولوجية
بعض التحويلات المكتسبة في البشر هي عبارة عن تعديلات علي تحويلات خِلقية: عن طريق فَغْرُ الحاجِزِ الأُذَينِيِّ بالبَالون (بالإنجليزية: Balloon septostomy)‏، يمكن توسيع ثقبة القلب البيضوية (عند تطبيقها على المواليد حديثي الولادة الرضّع)، أو في حالة عيب الحاجز الأذيني، أوعند اعطاء البروستاغلاندين للأطفال حديثي الولادة لمنع القناة الشريانية من الإغلاق. ويمكن أيضا أن تستخدم الأنسجة الحيوية (البيولوجية) لبناء ممرات اصطناعية.

### ميكانيكية

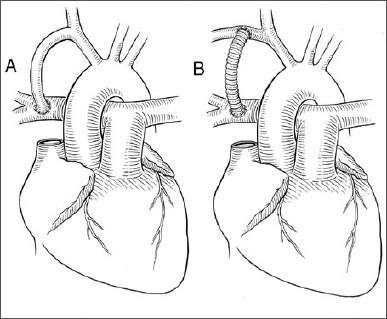
تحويلة بلالوك-تاوسيغ Blalock–Taussig shunt:
A - الإجراء الأصلي.
B - الإجراء المُعدَّل.

تُستخدم التحويلات القلبية الميكانيكية مثل تحويلة بلالوك-تاوسيغ (بالإنجليزية: Blalock–Taussig shunt)‏ في بعض حالات أمراض الشرايين التاجية للسيطرة على تدفق الدم أو ضغط الدم.

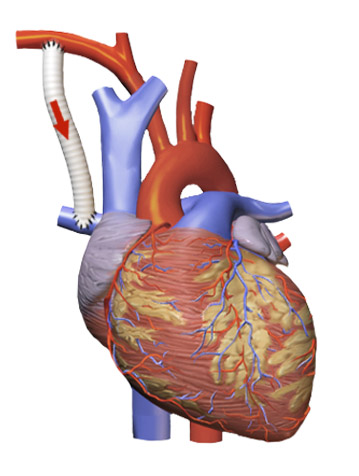
تحويلة بلالوك-تاوسيغ: الشريان تحت الترقوة الأيمن إلى الشريان الرئوي الأيمن.
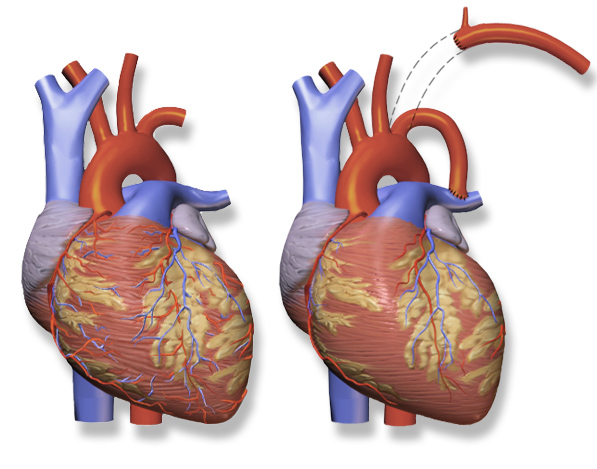
تحويلة بلالوك-تاوسيغ: الشريان تحت الترقوة الأيسر إلى الشريان الرئوي الأيسر.

## في الزواحف
جميع الزواحف لديها قابلية لتحويلة القلب.